# Wodonga
|                       | Jan  | Feb  | Mär  | Apr  | Mai  | Jun  | Jul  | Aug  | Sep  | Okt  | Nov  | Dez  |   |       |
| Mittl. Tagesmax. (°C) | 30,7 | 30,8 | 27,2 | 22,4 | 17,6 | 13,8 | 12,8 | 14,6 | 17,4 | 20,7 | 24,7 | 28,4 | ⌀ | 21,7  |
| Mittl. Tagesmin. (°C) | 15,4 | 15,1 | 12,3 | 8,2  | 5,6  | 3,5  | 2,6  | 3,6  | 5,6  | 7,8  | 10,6 | 13,1 | ⌀ | 8,6   |
|                       |      |      |      |      |      |      |      |      |      |      |      |      |   |       |
| Niederschlag (mm)     | 42,4 | 39,1 | 49,3 | 50,1 | 65,4 | 79,2 | 82,1 | 77,9 | 63,0 | 70,4 | 47,5 | 48,7 | Σ | 715,1 |
|                       |      |      |      |      |      |      |      |      |      |      |      |      |   |       |
| Regentage (d)         | 4,6  | 4,1  | 5,4  | 6,5  | 9,1  | 11,5 | 12,6 | 12,3 | 9,9  | 8,9  | 6,5  | 5,6  | Σ | 97    |

| 15,4 |

| 15,1 |

| 12,3 |

| 8,2 |

| 5,6 |

| 3,5 |

| 2,6 |

| 3,6 |

| 5,6 |

| 7,8 |

| 10,6 |

| 13,1 |

| 15,4 |

| 15,1 |

| 12,3 |

| 8,2 |

| 5,6 |

| 3,5 |

| 2,6 |

| 3,6 |

| 5,6 |

| 7,8 |

| 10,6 |

| 13,1 |

Wodonga ist eine Stadt im australischen Bundesstaat Victoria, 307 km nordöstlich von Melbourne. Sie liegt am Südufer des Murray River an der Grenze zu New South Wales gegenüber der Stadt Albury auf dem anderen Flussufer. Wodonga gehört zur Local Government Area Wodonga City und hat 18.948 Einwohner. Zusammen mit Albury bildet die Stadt einen Großraum mit etwa 89.000 Einwohnern.

## Geschichte
Wodonga wurde als Zollstelle gegenüber ihrer Schwesterstadt Albury gegründet und wuchs nach der Eröffnung der ersten Brücke über den Murray River 1860 stetig. Der ursprüngliche Name Wodonga wurde später in Belvoir geändert, schließlich hieß die Stadt aber wieder Wodonga. Das erste Postamt wurde am 1. Juni 1856 unter dem Namen Belvoir eröffnet, am 26. Juli 1869 aber in Wodonga umbenannt. Die Stadt wurde immer als die kleinere, weniger erfolgreiche Schwester von Albury angesehen und wurde einst „Struggle Town“ (dt.: Kampfstadt) genannt. Heute ist sie immer noch kleiner als Albury, aber das wirtschaftliche Wachstum in der Region hat die Unterschiede nivelliert.

## Wirtschaft
Wichtige sekundäre und tertiäre Wirtschaftszweige in Wodonga sind LOGIC, ein Logistikzentrum, ein großer Viehmarkt, ein Tiernahrungshersteller (Mars Corporation), eine Kartonfabrik (VISY), ein Schlachthaus und eine Gießerei (Bradken Ltd.) sowie verschiedene kleinere Unternehmen. Die Stadt ist auch ein Verwaltungszentrum.
Dort liegt die australische Konzernzentrale der Mars, Inc. In Wodonga ist auch eine Logistikbasis und ein Trainingszentrum für technische Auszubildende der australischen Streitkräfte angesiedelt, Latchford Barracks. Ebenfalls gibt es einen Campus der La Trobe University sowie des Wodonga Institute der TAFE.
Es gab verschiedene Versuche, beide Städte über die Grenze hinweg zu verwalten, um sie zusammenzubringen.

## Sport
Es gibt drei Football-Clubs in Wodonga, den Wodonga Football Club, den Wodonga Raiders Football Club und den Wodonga Saints Football Club. Wodonga und Wodonga Raiders spielen in der Ovens & Murray Football League, während die Wodonga Saints in der Tallangatta & District Football League antreten. Darüber hinaus gibt es viele andere Sportvereine in der Region. Daniel Bradshaw, der die Brisbane Lions zweimal zum Sieg geführt hat, Fraser Gehrig, der bekannte Footballstürmer der St. Kilda Saints und Timothy Redenbach sind alle aus Wodonga.
Eine Reihe von Cricketvereinen spielen im Cricket Albury-Wodonga-Wettbewerb (CAW), z. B. die Belvoir Eagles, die Wodonga Bulldogs und die Wodonga Raiders. Traditionell sind die Belvoir Eagles die erfolgreichsten.
Wodonga hat auch einen Pferderennverein, den Wodonga & District Turf Club, der ca. 7 Wettbewerbe im Jahr ausrichtet, darunter auch den Wodonga Cup im November.
Golfer spielen auf dem Platz der SS&A Wodonga in der Parkers Road.
Die australischen Fußballnationalspieler Archie Thompson und Joshua Kennedy spielten als Kinder für die Twin City Wanderers. Der Wodonga Diamonds Football Club und der Wodonga Panthers Soccer Club sind weitere Fußballvereine in der Stadt. Alle drei spielen in der Albury-Wodonga Football Association.
Das größte Nudelholz der Welt ist in Wodonga auf der Henri's Bakery aufgebaut und im Guinness-Buch der Rekorde erwähnt.
Wodonga besitzt auch einen Autorennpark mit Bahn- und Geländerennstrecken am Lincoln Causeway.

## Kultur
Viele Kunst- und Schauspielaktivitäten werden über die Staatsgrenze hinweg organisiert, so liegt zum Beispiel das HotHouse Theatre gleich weit von Wodonga und Albury entfernt.
In Wodonga haben sich der Apex Club of Wodonga, der Wodonga Lions Club und zwei Rotary Clubs niedergelassen – Belvoir-Wodonga Rotory Club und Wodonga Rotary Club. Ehrenamtliche Arbeit ist wichtig für die Stadt Wodonga. Ohne sie könnten Festlichkeiten, wie der Australia Day, Christmas Carols und die Aufstellung von Heiligen in der ganzen Stadt in der Advents- und Weihnachtszeit, nicht organisiert werden. Kürzlich wurde der „Apexianer“ Dean Freeman für sein ehrenamtliches Engagement in der Region und im Ausland zum National Apexian of the Year gewählt.

## Verkehr

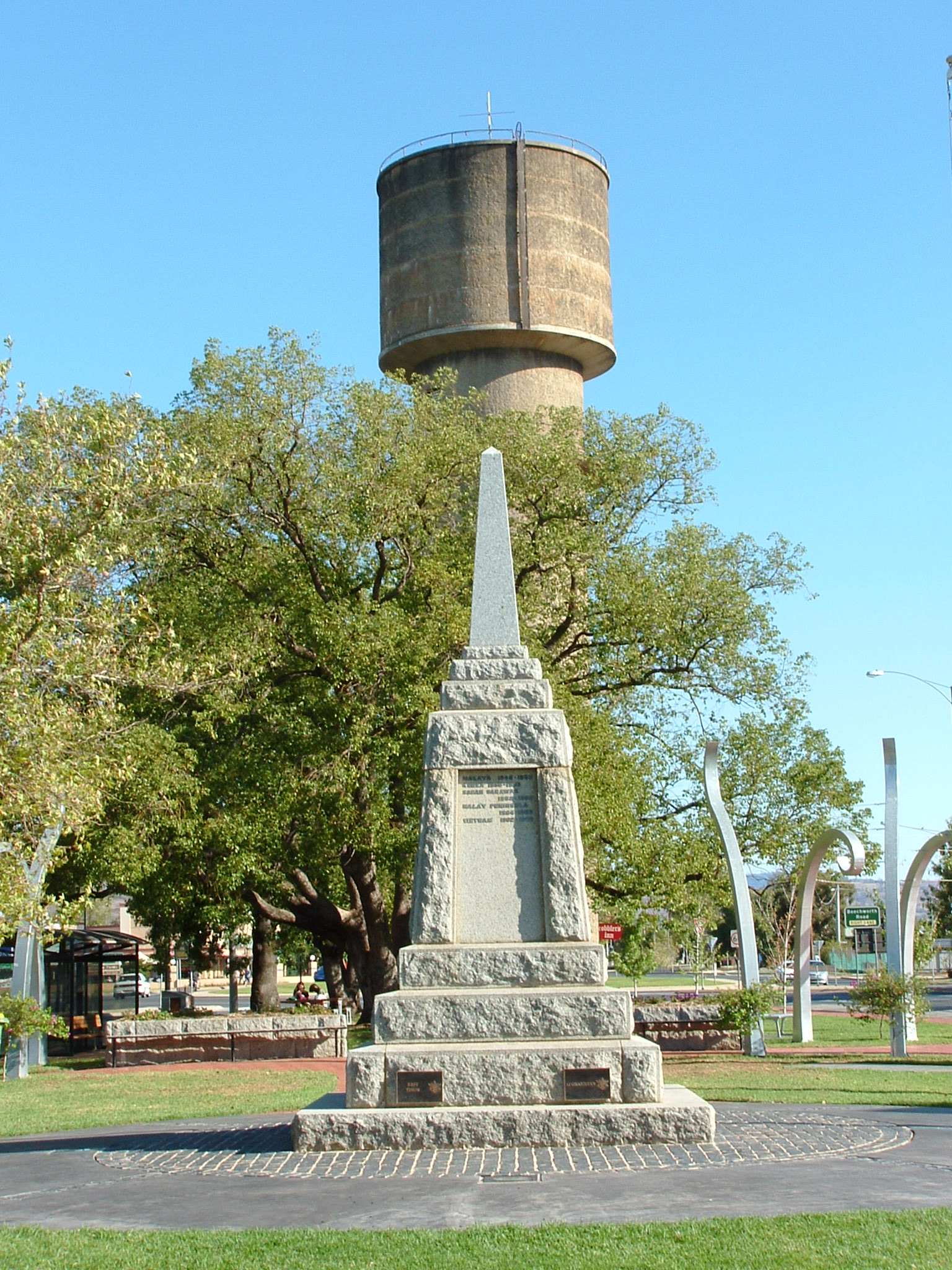
Wasserturm von Wodonga und Kriegerdenkmal im Woodland Grove

Der Bahnhof Wodonga liegt an den Bahnlinien Melbourne-Albury und Melbourne-Sydney. Letztere, die mitten durch das Stadtgebiet verlief, wurde in den Norden der Stadt verlegt. Auch ein neuer Bahnhof wurde kürzlich gebaut. Die neue Bahnlinie wurde Ende 2010 eröffnet und die Stadt feierte den letzten Zug, der mitten durch die Stadt fuhr mit einem Festtag.
In Wodonga kreuzen sich der Hume Highway – Hauptroute von Melbourne nach Sydney – und der Murray Valley Highway, der am Südufer des Murray River entlangführt.
Der öffentliche Nahverkehr wird von der Dyson Group organisiert, die Mylon Motorways übernommen hat und Busse auf einigen Linien in den Stadtgebieten von Wodonga und Albury fahren lässt. Die Busse fahren eher selten und werden auch kaum genutzt. Es gibt auch einen Fernbusverkehr in die Hauptstädte.
In Wodonga und Albury gibt es auch eine Reihe von Fahrradwegen.
Der Flughafen Albury, der Zubringerflüge nach Melbourne und Sydney anbietet, ist nicht weit von Wodonga entfernt.

## Zeitungen
Die Tageszeitung der Fairfax Media, The Border Mail, wird in Wodonga gedruckt. Redaktionen gibt es in Wodonga und Albury.

## Politik

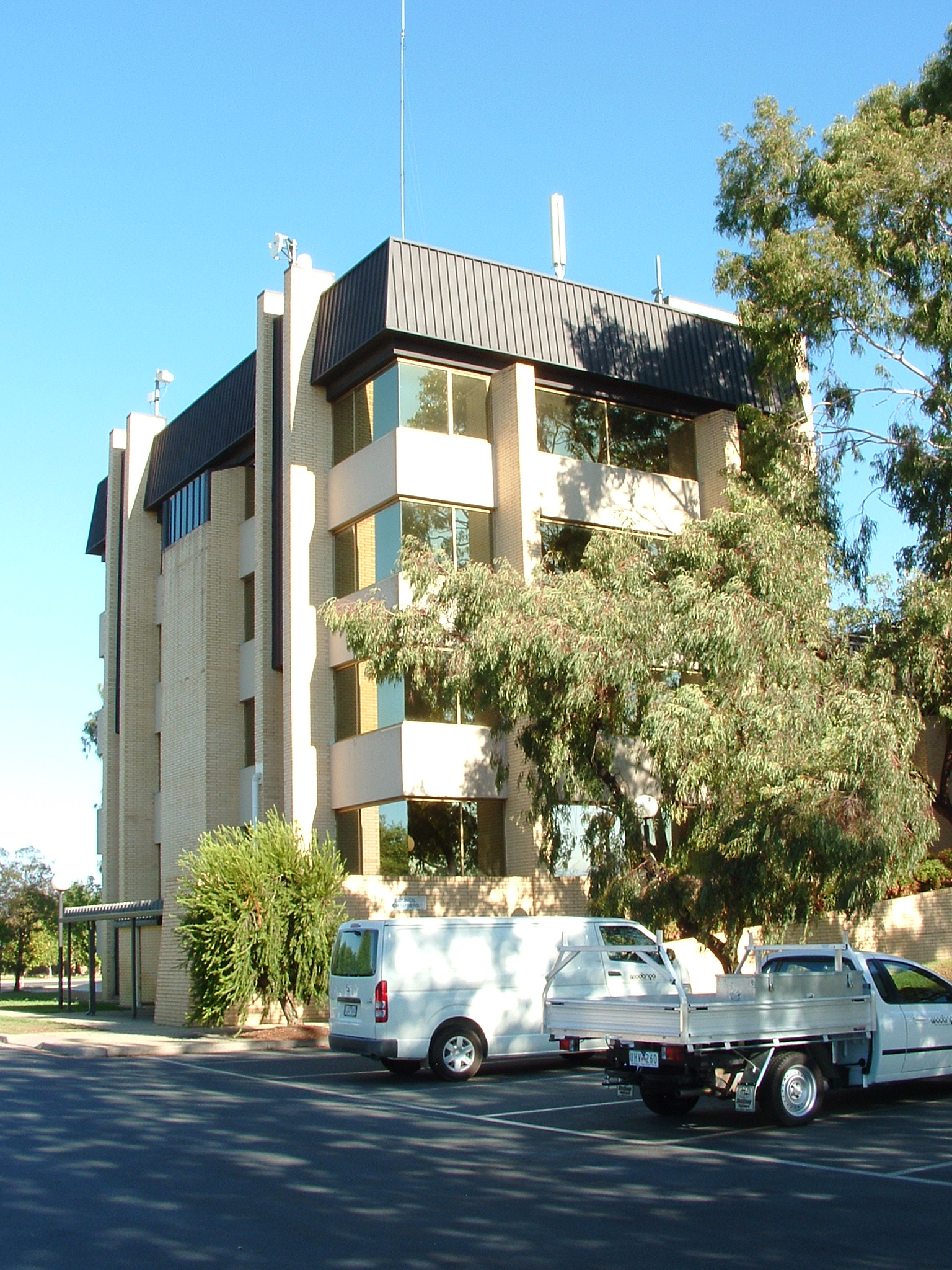
Büros des Stadtrates von Wodonga

### Commonwealth of Australia
Wodonga gehört zum Bundeswahlkreis Division of Indi. Die derzeitige Abgeordnete Sophie Mirabella gehört der Liberal Party of Australia an.

### Bundesstaat Victoria
Wodonga gehört zum Staatswahlkreis Benambra. Bill Tilley, Mitglied der Liberal Party of Australia, wurde 2006 als Abgeordneter dieses Wahlkreises im Parlament von Victoria gewählt. 2010 wurde er wieder gewählt.

## Bildung
2006 wurden die drei staatlichen weiterführenden Schulen zum Wodonga Senior Secondary College für die Jahrgangsstufen 10–12 und zum Wodonga Middle Years College für die Jahrgangsstufen 7–9 an zwei Standorten Felltimber und Huon zusammengelegt. Früher hießen die weiterführenden Schulen Wodonga High School, Mitchell Secondary College und Wodonga West Secondary College. Die Wodonga High School hatte 2005 ihren 50. Gründungstag gefeiert. Jeremie Currie wurde an dieser Schule unterrichtet.
Die sieben Privatschulen in Wodonga sind das Catholic College Wodonga, das Trinity Anglican College, das Victory Lutheran College, die Mount Carmel Christian School, die St. Augustinus Primary School, die Sta. Monica’s Primary School und das Frayne College.
Höhere Bildung wurde am Wodonga Institute der TAFE und an der La Trobe University angeboten.
In Wodonga ist auch die Flying Fruit Fly Circus School, die einzige Zirkusschule Australiens, die zum Flying Fruit Fly Circus gehört und in den darstellenden Künsten und für den Zirkus ausbildet. 2003 zerstörte ein Brand die damaligen Schulgebäude an der Wodonga High School und die Schule musste an das Wodonga West Secondary College – jetzt Wodonga Middle Years College – auf dem Felltimber-Campus umziehen.

### La Trobe University
Die La Trobe University besitzt einen lokalen Campus in Wodonga, an dem 917 Studenten eingeschrieben sind (Stand: 28. Mai 2008).

## Persönlichkeiten
- Herbert Schlink (1883–1962), Mediziner, Krankenhausmanager und Wintersportler, geboren in Wodonga
- Britteny Cox (* 1994), Freestyle-Skierin; geboren in Wodonga